# Wirada araucaria
Wirada araucaria là một loài nhện trong họ Theridiidae.
Loài này thuộc chi Wirada. Wirada araucaria được miêu tả năm 2009 bởi Lise, Silva & Bertoncello.